# Conte di Donoughmore
Conte di Donoughmore è un titolo nobiliare inglese nella Parìa d'Irlanda.

## Storia

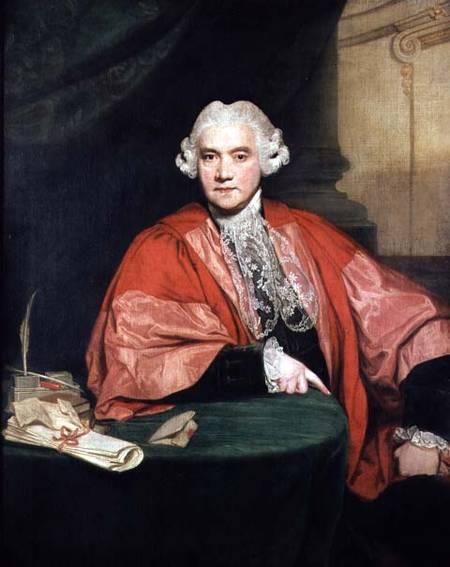
John Hely-Hutchinson (1724–1794) ritratto da sir Joshua Reynolds (1723–1792)

Il titolo venne creato nel 1800 per Richard Hely-Hutchinson, I visconte Donoughmore, con possibilità di concederlo anche ai fratelli. Questi era generale nel British Army e sedette nella Camera dei Lords come uno dei 28 pari originari d'Irlanda dal 1800 al 1825. Hely-Hutchinson era già stato creato Visconte Donoughmore, di Knocklofty nella Contea di Tipperary, nella parìa d'Irlanda nel 1797, e venne creato Visconte Hutchinson, di Knocklofty nella Contea di Tipperary, nella Parìa del Regno Unito, nel 1821. Questi titoli vennero creati con le medesime condizioni del già citato titolo. Lord Donoughmore era il figlio primogenito del politico e avvocato irlandese John Hely-Hutchinson che sposò Christiana, figlia di Abraham Nixon (o Nickson) nonché nipote ed erede di Richard Hutchinson di Knocklofty nella Contea di Tipperary, i cui cognomi vennero adottati da lei e dal marito. Nel 1783 Christiana venne elevata nella parìa d'Irlanda come Baronessa Donoughmore, di Knocklofty nella Contea di Tipperary.
Il primo conte venne succeduto con un accordo speciale, dal fratello minore, il II conte. Questi fu inoltre generale del British Army. Nel 1801 venne creato Barone Hutchinson, di Alexandria e Knocklofty nella Contea di Tipperary, nella Parìa del Regno Unito, con la possibilità di trasmettere tale titolo unicamente ai propri eredi maschi. Lord Donoughmore fu anche Lord Luogotenente della Contea di Tipperary dal 1831 al 1832. Alla sua morte nel 1832 la baronia del 1801 si estinse mentre venne succeduto negli altri titoli dal nipote, il III conte. Questi era figlio di Francis Hely-Hutchinson, figlio terzogenito della prima baronessa Donoughmore e di John Hely-Hutchinson. Per breve tempo rappresentò Tipperary alla Camera dei Comuni e fu Lord Luogotenente della Contea di Tipperary. Venne succeduto da suo figlio, il IV conte, il quale fu un politico conservatore e prestò servizio nel secondo governo del Conte di Derby come Paymaster-General e President of the Board of Trade. Suo nipote, il V conte, fu sempre un politico conservatore e ricoprì l'incarico di Sottosegretario di Stato per la Guerra dal 1903 al 1904 sotto Arthur Balfour. Venne succeduto da suo figlio, il VI conte, noto massone irlandese. Suo figlio, il VII conte, sedette come membro conservatore del parlamento per la costituente di Peterborough dal 1943 al 1945. Attualmente i titoli sono passati al figlio primogenito di questi, l'VIII conte, succeduto al padre nel 1981.
La sede della famiglia è Knocklofty House, presso Clonmel, Contea di Tipperary, in Irlanda, che oggi è un hotel, essendo stata venduta dalla famiglia negli anni '70.

## Baroni Donoughmore (1783)
- Christiana Hely-Hutchinson, I baronessa Donoughmore (1732–1788)
- Richard Hely-Hutchinson, II barone Donoughmore (1756–1825) (creato Conte di Donoughmore nel 1800)

## Conti di Donoughmore (1800)
- Richard Hely-Hutchinson, I conte di Donoughmore (1756–1825)
- John Hely-Hutchinson, II conte di Donoughmore (1757–1832)
- John Hely-Hutchinson, III conte di Donoughmore (1787–1851)
- Richard John Hely-Hutchinson, IV conte di Donoughmore (1823–1866)
- John Luke George Hely-Hutchinson, V conte di Donoughmore (1848–1900)
- Richard Walter Hely-Hutchinson, VI conte di Donoughmore (1875–1948)
- John Michael Henry Hely-Hutchinson, VII conte di Donoughmore (1902–1981)
- Richard Michael John Hely-Hutchinson, VIII conte di Donoughmore (1927–2025)

L'erede apparente è il figlio primogenito dell'attuale detentore del titolo, John Michael James Hely-Hutchinson, visconte Suirdale  (n. 1952).